# Medorippe lanata
Medorippe lanata is een krabbensoort uit de familie Dorippidae. De wetenschappelijke naam werd gepubliceerd in 1767 door Carl Linnaeus.